# عکس روی تو چو در آینه جام افتاد
غزلی با مطلعِ «عکس روی تو چو در آینهٔ جام افتاد» غزل شمارهٔ ۱۱۱ از دیوانِ حافظ در تصحیحِ محمد قزوینی و قاسم غنی است.

## در اجراها
محمود محمودی خوانساری در برنامهٔ شمارهٔ ۵۶ از برنامهٔ برگ سبز این غزل را در دستگاهِ سه‌گاه اجرا کرده‌است.

## در دیگر آثار هنری
بیت‌هایی از این غزل برروی جام برنجی ای که در موزهٔ هنرهای تزئینی سابق تهران نگهداری می‌شود، نقش بسته‌است. 